# Радон-219
Радо́н-219, историческое название актино́н (лат. Actinon, обозначается символом An), также известный как эманация актиния — радиоактивный нуклид химического элемента радона с атомным номером 86 и массовым числом 219. Имеет период полураспада 3,96 ± 0,01 с, испытывает альфа-распад, превращаясь в полоний-215. Открыт в 1903 году А.-Л. Дебьерном и Ф. Гизелем. В чистом виде при нормальных условиях представляет собой газ с плотностью 9,771 кг/м³.
Радон-219 — член радиоактивного семейства урана-235 (так называемый ряд актиния). Вместе с радоном-222 и чрезвычайно редким и короткоживущим радоном-218 встречается в природе в минералах, содержащих уран, а также в атмосфере и природных водах, куда диффундирует из минералов (четвёртый природный изотоп радона, радон-220, историческое название торо́н, является дочерним нуклидом тория-232). Во внешней среде радон-219 присутствует в чрезвычайно малых количествах (по сравнению с радоном-222) из-за своего малого периода полураспада и небольшого процента содержания урана-235 в природном уране в естественных условиях.

## Образование и распад
Основная реакция, в результате которой образуется радон-219 — это α-распад нуклида 223Ra (период полураспада 11,435 сут):
{\displaystyle \mathrm {{}_{88}^{223}Ra} \rightarrow \mathrm {{}_{86}^{219}Rn} +\mathrm {{}_{2}^{4}He} }
Кроме того, радон-219 образуется в результате β−-распада преимущественно α-радиоактивного нуклида 219At (вероятность такого распада составляет приблизительно (6,4 ± 1,0) %, а парциальный период полураспада по этому каналу равен около 15 мин):
{\displaystyle \mathrm {^{219}_{85}At} \rightarrow \mathrm {^{219}_{86}Rn} +e^{-}+{\bar {\nu }}_{e}}
В свою очередь, сам радон-219, как и другие три природных изотопа радона, α-радиоактивен (в результате его альфа-распада образуется нуклид 215Po, выделяемая энергия 6,9461(3) МэВ):
{\displaystyle \mathrm {{}_{86}^{219}Rn} \rightarrow \mathrm {{}_{84}^{215}Po} +\mathrm {{}_{2}^{4}He} }